# Mill Creek (Virginia Occidental)
Mill Creek es un pueblo ubicado en el condado de Randolph en el estado estadounidense de Virginia Occidental. En el Censo de 2010 tenía una población de 724 habitantes y una densidad poblacional de 611,68 personas por km².

## Geografía
Mill Creek se encuentra ubicado en las coordenadas 38°43′55″N 79°58′21″O / 38.73194, -79.97250. Según la Oficina del Censo de los Estados Unidos, Mill Creek tiene una superficie total de 1.18 km², de la cual 1.18 km² corresponden a tierra firme y (0%) 0 km² es agua.

## Demografía
Según el censo de 2010, había 724 personas residiendo en Mill Creek. La densidad de población era de 611,68 hab./km². De los 724 habitantes, Mill Creek estaba compuesto por el 98.48% blancos, el 0.14% eran afroamericanos, el 0.14% eran amerindios, el 0.14% eran asiáticos, el 0% eran isleños del Pacífico, el 0% eran de otras razas y el 1.1% pertenecían a dos o más razas. Del total de la población el 0.55% eran hispanos o latinos de cualquier raza.